# Kaustik
Kaustik heter det galleri och utställningsplats som bland annat användes som en av fyra utställningsplatser under Göteborgs Internationella Konstbiennal 2007. Pål Hollenders verk Clean väckte där stor debatt, då bland annat Göteborgs kommuns kulturnämnds ordförande, Helena Nyhus, på grund av det kontroversiella konstverket vägrade hålla sitt invigningstal.